# Beynost
Beynost – miejscowość i gmina we Francji, w regionie Owernia-Rodan-Alpy, w departamencie Ain.

## Demografia
Według danych na styczeń 2012 r. gminę zamieszkiwały 4643 osoby, a gęstość zaludnienia wynosiła 436,4 osób/km².

Populacja Beynost w latach 1962–2008